# نيكولا بيريز (لاعب كرة قدم)
نيكولا بيريز (بالفرنسية: Nicolas Perez)‏ هو لاعب كرة قدم فرنسي، ولد في 26 أكتوبر 1990 في مارسيليا في فرنسا. لعب مع موسكرون بيروفيلز.

## وصلات خارجية
- نيكولا بيريز على موقع قاعدة بيانات كرة القدم.إي يو (الإنجليزية)
- نيكولا بيريز على موقع Soccerway.com (الإنجليزية)